# Walter Behrends (Mediziner)
Walter Behrends (* 30. September 1919 in Ringstedt; † 2. November 1990 in Stuttgart) war ein deutscher Chirurg.
Behrends wurde 1964 zum Chefarzt der Chirurgischen Klinik des Katharinen-Hospitals in Stuttgart gewählt. Zuvor war er Oberarzt an der Chirurgischen Klinik der Universität Erlangen.